# G-FM 走れ!ミュージックリクエスト
『G-FM 走れ!ミュージックリクエスト』は、グリーンチャンネルで不定期で、主に水曜馬スペ!を中心に放送されている競馬のバラエティー番組である。
同番組は、ラジオブースでのディスクジョッキースタイルをとっており、自らの競馬に対する造詣が深いラジオパーソナリティーの井門宗之が、競馬愛好家の著名人をゲストに迎え、毎回視聴者にテーマに沿った思い出に残る競馬のレースについて、リクエスト曲を含めて投稿してもらい、その思い出話に花を咲かせる。
またこれの派生企画として「G-FM 走れ!ミュージックプレイリスト」という、リスナーから寄せられたリクエスト曲と、ゲストが競馬にまつわる楽曲を選曲したプレイリストを基に構成する企画も放送されている。